# Carixia
Carixia es un género de foraminífero bentónico de la subfamilia Calcivertellinae, de la familia Cornuspiridae, de la superfamilia Cornuspiroidea, del suborden Miliolina y del orden Miliolida. Su especie tipo es Carixia langi. Su rango cronoestratigráfico abarca el Liásico inferior (Jurásico inferior).

## Discusión
Clasificaciones más recientes incluyen Carixia en la familia Calcivertellidae de la superfamilia Nubecularioidea.

## Clasificación
Carixia incluye a la siguiente especie:
- Carixia langi †